# Coenotephria achromaria
Coenotephria achromaria är en fjärilsart som beskrevs av De la Harpe 1853. Coenotephria achromaria ingår i släktet Coenotephria och familjen mätare. Inga underarter finns listade i Catalogue of Life.